# Senat
En senat är en beslutande församling. Den romerska senaten, den främsta rådsförsamlingen i antikens Rom, var den första.
I modern tid används begreppet i flera länder, bland annat USA och Frankrike, om den övre av den lagstiftande församlingens två kammare. Även stadsstyrelserna i de tyska städerna Berlin, Hamburg, Bremen och Lübeck kallas senater. I USA brukar de även övre kammarna i delstatsförsamlingarna benämnas som senat.
Ordet kommer av latinets senatus, ’senat’, av senex, ’gubbe’, ’gumma’. Ordagrant kan senatus översättas med ’äldsteråd’.

## Församlingar med titeln senat
- Akademiska senaten (Uppsala universitet)
- Argentinas senat
- Australiens senat
- Belgiens senat
- Berlins senat
- Bolivias senat
- Brasiliens förbundssenat
- Chiles senat
- Egyptens senat
- Senaten för Finland (1816–1919)
- Frankrikes senat
- Greklands senat
- Italiens senat
- Kanadas senat
- Polens senat
- Regerande senaten i Ryska imperiet
- Spaniens senat
- USA:s senat

## Jämför med
- Ålderman
- Äldste (kristendom)